# Таланова, Галина Борисовна
Галина Борисовна Тала́нова (настоящее имя — Галина Борисовна Бочко́ва; род. 15 апреля 1961 года, Нижний Новгород) — российская писательница, поэт-прозаик. Член Союза писателей России.

## Биография
Родилась в Нижнем Новгороде в семье кораблестроителей в двух поколениях (преподавателей вузов). Проживает там же. Мать — Эльвира Бочкова, как и её родители и муж, кораблестроитель по специальности, была лирическим поэтом, членом Союза писателей. Первые стихи Галины были опубликованы в 9 лет. Хорошо зная всю «изнанку» жизни поэта, мама не хотела повторения своей судьбы для дочери, и та с отличием окончила биологический факультет Горьковского госуниверситета по специальности «биофизика», работала в Горьковском филиале Института биофизики МЗ СССР, на базе которого писала дипломную работу, после чего осталась работать в лаборатории.

## Деятельность
Занималась исследованием влияния облучения ЭМП СВЧ на биолюминесценцию светящихся бактерий. Затем работала в Горьковском НИИ эпидемиологии и микробиологии, где занималась проблемой мембранной фильтрации препаратов крови, по которой в 1992 году защитила в НИПКИ прикладной биохимии (Москва) диссертацию на соискание учёной степени кандидата технических наук по специальности «биотехнология». Живёт в Нижнем Новгороде. Работает в OOO "НПО «Диагностические системы» , где занимается разработкой и производством тест-систем для иммуноферментного анализа.
Автор более 50 научных работ, в том числе научных докладов на международных симпозиумах и конгрессах Копенгагене, Париже, Глазго, Вашингтоне, Сан-Антонио, Вене, Милане, Франкфурте-на-Майне, Венеции, Барселоне, Берлине.
Первые литературные публикации появились в 1970—1971 году в Горьковских газетах под настоящим именем Галина Бочкова. С 1989 года печатается под литературным псевдонимом Галина Таланова. Публиковалась в периодических литературно-художественных изданиях: «Литературная Россия», «Роман-журнал XXI век», «День литературы»,«Москва», «Новая газета», «Север», «Нева», «Юность», «Аргамак», «Волга. XXI век», «Наш современник», «Работница», «Новая Немига литературная», «Родная Ладога», «Природа и человек», «Вертикаль. XXI век», «Сура», «Берега», «Подъём», «Зарубежные задворки», «Новый свет», «Новый континент» , «Предлог. Com», «Велирокоссъ», «Нижний Новгород», «Истоки», «Лиterra», «Созвучье муз», поэтическом интернет - журнале TERANTELLA  и других.
Переведена на английский, французский, венгерский, шведский, японский, болгарский, польский и итальянский языки.

## Премии и награды
- Лонг-листер премии им. И. А. Бунина — 2011, 2012, 2015.
- Лауреат премии «Болдинская осень» ( 2012 год).
- Лауреат премии журнала «Север» (2012 год) в номинации «Проза»[13].
- Лауреат премии Нижегородской области им.А.М.Горького  в номинации «Литература» (2016)[14][15].
- «Золотой лауреат» международной премии «Её величество книга!» в номинации «Поэзия» (Германия, 2016)[16].
- Лауреат  международного конкурса им. де Ришельё в номинации «Авторская книга» - «Платиновый Дюк» (Греция,2016)[17].
- Лауреат премии-ордена им.Кирилла и Мефодия (2016)[18] .
- Дипломант  конкурса «Лучшие писатели и поэты России» (2013)[19], международной премии им.О.Бешенковской  (Германия, 2015)[20] и  международного литературного конкурса им. Мацуо Басё (2016)[21].
- Золотой дипломант VII Международного славянского литературного форума «Золотой Витязь» (2016)  в номинации «Поэзия»[22]. Шорт-лист VI Международного славянского форума (2015).
- Лауреат международного конкурса им. де Ришельё в номинации «Авторская книга» - «Изумрудный  Дюк» (2017)[23].
- Дипломант конкурса «Русский Stil-2017» - «Автор - Стильное перо!» (Германия, 2017)[21].
- Лауреат премии города Нижний  Новгород (2018).

## О творчестве писателя
Александр Асеевский:
 Это не только лирический репортаж от юности до дней, когда можно говорить, что улетели «все годы лучшие мои», это не только потаённо-горячие и чистые признания в любви, посланной нам как дар природы, речи, космоса, это ещё подобно молению, это выговор души, когда выговоривши слово, та чувствует свободу и прикосновение к незримой вечности. О поэзии Галины Талановой можно сказать абсолютно честно — она пропитана токами чистого сердца и — не удержусь пусть и от выспренных сравнений — подобна хрустальному ручейку, проливающемуся и текущему где-то на бескрайних наших российских равнинах. Её убеждающая сосредоточенность на самом главном проявлении человечности — любви, одинокой, неразделённой, то плачущей, то возносящейся к небесам, любви женского сердца — это те страницы в поэтическом царствии, которые никто и никогда не устанет читать.

Алёна  Пузанова:
..Начиная с первых страниц, видишь удивительный и поэтичный язык автора. Галина Таланова с каким-то невероятным талантом сплетает простые и обыденные слова в совершенно уникальную вязь чувств и эмоций. Слова перекатываются на языке, а перед глазами возникают удивительные образы, которые очень четко и ярко отражают внутренний мир героини и всей жизни…

Ярослав Кауров:
..Трудно даже сосчитать, сколько здесь новых авторских сравнений, находок, дышащих свежестью весеннего утра юности, создающих настроение полёта. И вместе с тем слышатся невесомые нотки прозрачного, как слюда, юмора. Проза Галины Талановой — это стихи, но стихи, не обрубленные навязчивой рифмой, не выстроенные в вымуштрованные шеренги строф. Как можно такими стихами написать целый роман, да не один, остаётся загадкой талантливого самобытного автора…